# Xuxa
Xuxa (născută Maria da Graça Meneghel; n. 27 martie 1963) este o cântăreață și actriță braziliană.

## Filmografie și televiziune
| An   | Film                                         | Audiență          |
| ---- | -------------------------------------------- | ----------------- |
| 1982 | Amor Estranho Amor                           | 100.000           |
| 1982 | Elas por Elas                                | telenovela        |
| 1983 | Fuscão Preto                                 | 500.000           |
| 1983 | Os Trapalhões e a Arca de Noé                | 2.465.898         |
| 1983 | Os Trapalhões e o Mágico de Oróz             | 2.465.898         |
| 1985 | Os Trapalhões no Reino da Fantasia           | 1.751.709         |
| 1988 | Super Xuxa Contra Baixo Astral               | 2.816.000         |
| 1989 | A Princesa Xuxa e os Trapalhões              | 4.310.085         |
| 1990 | Lua de Cristal                               | 5.180.000         |
| 1990 | O Mistério de Robin Hood                     | 2.097.000         |
| 1991 | Gaúcho Negro                                 | 690.000           |
| 1993 | Sonho Meu                                    | telenovela        |
| 1998 | Torre de Babel                               | telenovela        |
| 1999 | Pecado Capital                               | telenovela        |
| 1999 | Xuxa Requebra                                | 2.100.000         |
| 2000 | Xuxa Popstar                                 | 2.400.000         |
| 2001 | Xuxa e os Duendes                            | 2.657.091         |
| 2002 | Xuxa e os Duendes 2                          | 2.310.852         |
| 2003 | Xuxa Abracadabra                             | 2.217.368         |
| 2004 | Xuxa e o Tesouro da Cidade Perdida           | 1.342.806         |
| 2005 | Xuxinha e Guto: Contra os Monstros do Espaço | 596.218           |
| 2006 | Xuxa Gêmeas                                  | 1.100.000         |
| 2007 | Xuxa em Sonho de Menina                      | 309.174           |
| 2009 | Xuxa em O Mistério de Feiurinha              | 1.300.000         |
| 2010 | Ti Ti Ti                                     | telenovela        |
| 2012 | As Brasileiras                               | television series |
| 2012 | Cheias de Charme                             | telenovela        |
| 2013 | Guerra dos Sexos                             | telenovela        |

## Premii și nominalizări
| An   | Premiu                                   | Categoria                                          | Rezultat     |
| ---- | ---------------------------------------- | -------------------------------------------------- | ------------ |
| 1990 | Viña del Mar International Song Festival | Queen of the Festival of Viña del Mar              | Câștigat     |
| 1992 | Brazilian Music Award                    | Best Children's Album                              | Câștigat     |
| 1992 | Brazilian Music Award                    | Children's music                                   | Câștigat     |
| 2000 | Viña del Mar International Song Festival | Silver Gull Award                                  | Câștigat     |
| 2002 | Latin Grammy Award                       | Latin Grammy Award for Best Latin Children's Album | Câștigat     |
| 2003 | Latin Grammy Award                       | Latin Grammy Award for Best Latin Children's Album | Câștigat     |
| 2004 | Latin Grammy Award                       | Latin Grammy Award for Best Latin Children's Album | Nominalizare |
| 2006 | Latin Grammy Award                       | Latin Grammy Award for Best Latin Children's Album | Nominalizare |
| 2009 | Festival de Gramado                      | Kikito                                             | Câștigat     |
| 2010 | Brazilian Press Award                    | Special Award                                      | Câștigat     |
| 2011 | Extra Television Award                   | Special Award                                      | Câștigat     |
| 2011 | Quem Award (magazine)                    | Honoree                                            | Câștigat     |
| 2012 | Latin Grammy Award                       | Latin Grammy Award for Best Latin Children's Album | Nominalizare |